# Србољуб Митић
Србољуб Митић (Црљенац код Малог Црнића, Стиг, 11. април 1932 — Црљенац, 28. јул 1993) био је српски уклети песник.

## Биографија
Рођен је на селу у коме је провео цео свој живот. Завршио је четири разреда основне школе и у поезији је самоук.
Прву песму је објавио у листу „Задруга“, 1953. године, када је имао 21 годину. Потом објављује песме у часописима у Београду. Пре но што ће се појавити антологија песника са села Драгише Витошевића „Орфеј међу шљивама“, 1962, он је већ објавио своју прву збирку песма у Матици српској „Велики ружан коњ“, 1961. Уживаће велику подршку Драгише Витошевића у свом поетском развоју.
У годинама потом осамљенички се предао језичким трагањима на фону „наше лирске народне поезије и, уопште, мудрости уграђене у фолклор. Пример усамљеника који другује са језиком, да би га довео у савез са једном дисциплинованом маштом која би хтела да на свој начин изрази трагичност људског постојања“..
Општина Мало Црниће установила је годишњу песничку награду Србољуб Митић.

## Награде
- Раде Драинац, Прокупље
- Златна значка КПЗ Србије
- Златна харфа, Даблин

## Књиге песма
- Велики ружан коњ, Матица српска, Нови Сад, 1961[3],
- Војнички крајпуташи, Браничево, Пожаревац, 1964,
- Озарење Сизифа, Браничево, Пожаревац, 1967,
- Људске речи, Нолит, Београд, 1967,
- Каменовање певача, Браничево, Пожаревац, 1969,
- Черга на утрини, Браничево, Пожаревац, 1973,
- Пети јахач, Радивој Ћирпанов, 1977,
- Орфички цртежи, Браничево, Пожаревац, 1977,
- Расап пустињака, Матица српска, Нови Сад, 1978,
- Муке, Просвета, Београд, 1979,
- Фрула у црној свили (избор), Вук Караџић, Београд, 1983,
- Алин зјап, Браничево, Пожаревац, 1984,

- Семе, Просвета, Београд, 1985,
- Једанаеста заповест, Нолит, Београд, 1988,
- Стилити, Браничево, Пожаревац, 1994. (постхумно),
- Нови кључеви, Просвета, Београд, 2000. (постхумно),
- Лична карта (избор), Завод за уџбенике и наставна средства, Београд, 2001. (постхумно),

## Избор песама
- Столпник и укун, 2011.(постхумно),

## Приповетке
- Јака крв, 2011.(постхумно),

## Књига посвећена Србољубу Митићу
- Раша Перић: Споменица Србољуба Митића, 2011